# Asperala erythraea
Asperala erythraea is een insect uit de familie van de Mantispidae, die tot de orde netvleugeligen (Neuroptera) behoort. 
Asperala erythraea is voor het eerst wetenschappelijk beschreven door Brauer in 1867.